# 長井龍雪
長井 龍雪（ながい たつゆき、1976年1月24日 - ）は、日本のアニメーション監督・演出家。本名は長井 龍幸（読みは同じ）。

## 来歴
新潟県新津市（現・新潟市秋葉区）に生まれる。新潟県立新津南高等学校を経て、新潟デザイン専門学校広報プランニング科を卒業した。
小学生の頃は地元テレビ局の再放送などで日本サンライズのテレビアニメに接してロボットアニメに憧れ、『機動警察パトレイバー』のゆうきまさみが気に入って『究極超人あ〜る』に出てくる「オタク系」部活にも惹かれたが、中学から高校にかけてはアニメから遠ざかっていた。
専門学校に入った頃に押井守監督の『GHOST IN THE SHELL / 攻殻機動隊』が公開された際に改めて「アニメ、かっこいいな」と思ったものの、アニメで食えるとは考えなかったという。
新潟の印刷会社に入社して数年後に東京へ転勤する。人間関係のストレスもあり、東京に転勤になったのを機に脱サラする。その後はアルバイトを転々とし、バイク便等を経験したが、最終的には『フロム・エー』に載っていた制作進行の求人を見てアニメ業界へと入ることとなる。アニメ業界を選んだのは、上京時に初めて『劇場版新世紀エヴァンゲリオン』を観て、「うわあ、すげえかっこいい!」と思ったことがきっかけだった。
その後、小さなグロス会社で制作進行を務めるが、入って間もなく免停処分を受けてしまったため、仕事を辞めるか演出になるかの2択という状況になり、演出を務めるようになった。
2000年に『HAND MAID メイ』のシリーズ全体の制作担当や制作進行を務め、第11話「あきらめません」では演出助手として監督の木村真一郎と共に演出を手がけた。その後も『G-onらいだーす』『こすぷれCOMPLEX』などの木村の監督作品に参加し、同じく木村が監督の『まぶらほ』『まほらば 〜Heartful days』では監督補佐を務めた。また『まぶらほ』は木村が『ぽぽたん』と掛け持ちで監督をしていたため、多忙な木村に代わり27歳の若さで監督業と第1話「きちゃった…」の絵コンテと演出を経験した。
2006年に『ハチミツとクローバーII』で初監督。2007年には、サンライズ創立35周年記念作品というビッグプロジェクトであった『アイドルマスター XENOGLOSSIA』で監督を務めた。2008年に監督した『とらドラ!』で脚光を浴び、2009年には『とある科学の超電磁砲』の監督を務めた。
2011年に自身初となる完全オリジナルアニメ『あの日見た花の名前を僕達はまだ知らない。』の監督を務め、芸術選奨新人賞メディア芸術部門を受賞した。この作品では『とらドラ!』で組んだ脚本家の岡田麿里、作画・キャラクターデザインの田中将賀が再びメインスタッフとして集まり（岡田の意向による）、本作以後「超平和バスターズ」の共同名義で複数の作品を手がける。
業界入りしてから現在に到るまで一貫してフリーランスで活動している。

## 人物
アニメスタッフとしての「龍雪」の筆名は、参加作品のテロップで誤植された際に「字面がきれいだから」という理由でそのまま使い続けているという。
アニメーター出身ではないが絵が上手く、『とらドラ!』のキャラクターデザインと総作画監督を務めた田中将賀は、「（『とらドラ!』でキャラの表情が豊かなのは）監督のコンテの画のおかげ」「キャラがこういう心情だからこういう表情をする、というのがコンテから分かりやすく伝わってきた」と語っている。また、田中が企画した『とらドラ!』のスタッフ同人誌にイラストを寄稿している。監督作である『心が叫びたがってるんだ。』や『空の青さを知る人よ』では原画としても名前がクレジットされている。
影響を受けたアニメ監督に富野由悠季を挙げており、「作品内で生々しく人間を描く所が、自分の作風の根っこになっている」と語っている。
「超平和バスターズ」のメンバーである岡田麿里・田中将賀と親交が深く、「『あの花』の合宿と称して旅行に行き、3人で川の字になって寝るくらいの仲」だという。岡田は2017年に刊行した自伝の中で、『心が叫びたがってるんだ。』の制作のときには、「下手に仲良くなっていたせいで最低限の礼儀や遠慮がなくな」り、意見が対立して「暴言が飛び交」ったと記している。
同世代のアニメ監督である荒木哲郎は、長井が駆け出しの演出家だった頃にはすでに監督補佐として活躍しており、「同い年なのに常に僕の一歩先を行く存在で、めちゃめちゃ意識している」「監督作品を観るとヘコむので、自分の作品をやっている時は観るのをやめている」と語っている。一方の荒木も「マッド（ハウス）である時期、長井さんが後ろの席にいたんですよ。その頃、俺はギャグものしかやったことないのに、先に長井さんがリアルものの『ちょびっツ』を手がけていたので、同世代で一歩先に行った人という認識があったんですよね。」と語っており、若手時代からお互いに意識しあっている。

## 作品

### テレビアニメ
1998年
- デビルマンレディー [-1999年、24話制作進行 (長井龍幸名義)]

2000年
- HAND MAID メイ [制作担当 1話制作進行 11話演出助手 (全て長井龍幸名義)]

2001年
- 星界の戦旗II [1.2.3.5.6.7.8.9.10話演出助手 (全て長井龍幸名義)]

2002年
- ちょびっツ [2話演出 15話絵コンテ (全て長井龍幸名義)]
- ギャラクシーエンジェルA（第3期） [9話絵コンテ(長井竜幸名義)]
- G-onらいだーす [6話絵コンテ・演出]
- Witch Hunter ROBIN [2.7.12.17.21話演出]
- まほろまてぃっく 〜もっと美しいもの〜 [12話演出]

2003年
- L/R -Licensed by Royal- [5.10.13話演出(13話は川崎逸朗と共同)]
- 獣兵衛忍風帖 龍宝玉篇 [6話演出]
- 一騎当千 [5話絵コンテ]
- ギャラクシーエンジェルAA（第3期） [52話演出]
- まぶらほ [-2004年、監督補佐 ED絵コンテ・演出 1.17.23話絵コンテ・演出 2.11話絵コンテ 10話演出]

2004年
- GIRLSブラボー first season [OP・ED演出]
- 勇午 〜交渉人〜 2nd Negotiation「ロシア編」 [3話絵コンテ・演出 7話演出]
- 舞-HiME [-2005年、OP・ED演出 4話絵コンテ・演出]

2005年
- まほらば～Heartful days [監督補佐 ワーニングテロップ絵コンテ クレヨン職人 2.8.13.21.25話絵コンテ・演出]
- ハチミツとクローバー [12話演出]
- 舞-乙HiME [-2006年、OP1.2・ED演出 2.7.24話絵コンテ・演出 12.17話演出]
- 蟲師 [-2006年、10話絵コンテ・演出 3話演出]

2006年
- よみがえる空 -RESCUE WINGS- [4話絵コンテ]
- ハチミツとクローバーII [監督 1.12話絵コンテ・演出(12話の演出は鈴木洋平と共同) 2話絵コンテ]
- 家庭教師ヒットマンREBORN!』 [-2010年、ED2絵コンテ・演出 OP6絵コンテ]

2007年
- のだめカンタービレ [ED1.2絵コンテ・演出]
- アイドルマスター XENOGLOSSIA [監督 OP1.2・ED絵コンテ・演出（OP1.2の絵コンテは椛島洋介と共同） 26話絵コンテ・演出(演出は桜美かつしと共同) 1.16.17.22話絵コンテ(17話は宅野誠起と共同)]
- ぽてまよ [特典2.3演出]
- 灼眼のシャナII（Second） [-2008年、24話演出(高島大輔、池端隆史と共同)]
- 機動戦士ガンダム00 [-2008年、ED1.2絵コンテ・演出]
- キミキス pure rouge [-2008年、OP2絵コンテ・演出]

2008年
- シゴフミ [2.7.11話演出]
- とらドラ! [-2009年、監督 OP1.2・ED1.2.19話ED.25話ED絵コンテ・演出 1.25話.OVA絵コンテ・演出 14.19話絵コンテ(19話はカサヰケンイチと共同)]

2009年
- 青い花 [2話絵コンテ・演出]
- とある科学の超電磁砲 [-2010年、監督 ED1絵コンテ・演出 ED2演出 1.24話絵コンテ・演出]

2010年
- 黒執事II [OP2絵コンテ・演出]
- オオカミさんと七人の仲間たち [7話絵コンテ]

2011年
- とある魔術の禁書目録II [ED2絵コンテ・演出]
- あの日見た花の名前を僕達はまだ知らない。 [監督 OP・ED絵コンテ・演出 1.11話絵コンテ・演出]
- 機動戦士ガンダムAGE [ED1絵コンテ・演出]
- けものおと。』] [絵コンテ]

2012年
- あの夏で待ってる [監督 OP・ED絵コンテ・演出 1.12話絵コンテ・演出]
- ココロコネクト [ED1絵コンテ・演出]
- マギ [OP1絵コンテ・演出]
- リトルバスターズ! [2話絵コンテ]
- ソードアート・オンライン [22話絵コンテ]

2013年
- とある科学の超電磁砲S [監督 ED1.2絵コンテ・演出 1.24話絵コンテ・演出(24話は紺野直幸と共同) 11話絵コンテ]

2014年
- 凪のあすから [OP2絵コンテ・演出]
- ストライク・ザ・ブラッド [ED2絵コンテ・演出]

2015年
- 機動戦士ガンダム 鉄血のオルフェンズ [-2017年、監督、絵コンテ、演出、OP絵コンテ・演出]

2017年
- クジラの子らは砂上に歌う [OP絵コンテ・演出]
- いつだって僕らの恋は10センチだった。 [ED絵コンテ・演出]

2018年
- ガンダムビルドダイバーズ [ED絵コンテ・演出]
- ダーリン・イン・ザ・フランキス [14話絵コンテ]

2020年
- とある科学の超電磁砲T [監督 6話絵コンテ]

2021年
- 境界戦機 [ED絵コンテ・演出]
- 無職転生 〜異世界行ったら本気だす〜 [16.17話絵コンテ]

2022年
- 明日ちゃんのセーラー服 [8話絵コンテ]
- SPY×FAMILY [4話絵コンテ]

2024年
- クラスの大嫌いな女子と結婚することになった。 [OP絵コンテ]

### 劇場アニメ
- 2001年 『犬夜叉 時代を越える想い』 [演出助手(長井龍幸名義)]
- 2013年 『劇場版 あの日見た花の名前を僕達はまだ知らない。』 [監督、絵コンテ]
- 2015年 『心が叫びたがってるんだ。』 [監督、絵コンテ、演出]
- 2018年 『さよならの朝に約束の花をかざろう』 [演出]
- 2019年 『空の青さを知る人よ』 [監督、絵コンテ、演出、原画][18]
- 2024年 『ふれる。』 [監督][19]

### OVA
- 2002年 『こすぷれCOMPLEX』 [1.2.3話演出(全て木村真一郎と共同)]
- 2008年 『快盗天使ツインエンジェル』 [監督　上.下巻絵コンテ][20]
- 2010年 『灼眼のシャナたんFRONTIER』 [作画]
- 2010年 『とある科学の超電磁砲 OVA』 [監督　OP絵コンテ・演出　絵コンテ]
- 2014年 『リトルバスターズ!EX』 [ED絵コンテ・演出]

### Webアニメ
- 2022年　『機動戦士ガンダム 鉄血のオルフェンズ　ウルズハント』[監督]
- 2022年　『風都探偵』[EDアニメーション画コンテ・演出 （演出は森山博幸と共同）]